# Personen, die zu Lebzeiten auf einer deutschen Briefmarke geehrt wurden

Erste Briefmarke auf deutschem Boden, die ein Staatsoberhaupt zeigte: König Friedrich Wilhelm IV. von Preußen vom 15. November 1850.

In Deutschland werden in der Regel, mit Ausnahme des Staatsoberhauptes, keine lebenden Persönlichkeiten auf Briefmarken abgebildet. Dies ist traditionell begründet und nicht etwa durch ein Gesetz.
Diese Tradition wurde mit Einführung der Briefmarken in den Deutschen Staaten, heute philatelistisch Altdeutsche Staaten genannt, begründet als man ähnlich wie in England, dem Geburtsland der Briefmarke, begann, das Staatsoberhaupt abzubilden (One Penny Black).
Dieser Artikel enthält nur die Briefmarken die in den sogenannten Altdeutschen Staaten herausgegeben wurden. Für alle weiteren Marken siehe:
- Personen, die zu Lebzeiten auf einer Briefmarke des Deutschen Reiches abgebildet wurden
- Personen, die zu Lebzeiten auf einer Briefmarke der DDR abgebildet wurden
- Personen, die zu Lebzeiten auf einer Briefmarke der Bundesrepublik Deutschland abgebildet wurden

## Deutsche Staaten bis 1918
| Bild | Person                      | Ausgabeanlass | Ausgabedatum                            | Mi.-Nr.                |
|      | König Friedrich Wilhelm IV. | König | 15. November 1850 bis 17. November 1859 | Preußen 1–13           |
|      | König Friedrich August II.  | König | 1. August 1851 bis November 1852        | Sachsen 3–7            |
|      | König Johann I.             | König | 1. Juni 1855 bis 24. April 1856 / 1863  | Sachsen 8–13           |
|      | Königin Victoria            | Helgoland war bis 9. August 1890 britische Kolonie mit eigener Posthoheit von 1867 an. Ab 10. August 1890 zum Deutschen Reich gehörig. | März 1867 bis Juni 1890                 | Helgoland 1–4, 6–16    |
|      | König Georg V.              | König von Hannover | 15. Februar 1859                        | Hannover 14–16, 18, 19 |
|      | Prinzregent Luitpold        | 90. Geburtstag Luitpolds | 10. März / 1. Oktober 1911              | Bayern 76–85           |
|      | Prinzregent Luitpold        | 90. Geburtstag Luitpolds | 10. März 1911                           | Bayern 86–91           |
|      | Prinzregent Luitpold        | 25-jährige Regentschaft des Prinzregenten Luitpold                                                                                     | 10. Juni 1911                           | Bayern 92, 93          |
|      | König Ludwig III.           | König von Bayern | 30. März 1914                           | Bayern 94–115          |
|      | König Wilhelm II.           | 25 Jahre Regentschaft (auf einer Dienstmarke)                                                                                          | 6. Oktober 1916                         | Württemberg 241–250    |